# Thelcticopis salomonum
Thelcticopis salomonum là một loài nhện trong họ Sparassidae.
Loài này thuộc chi Thelcticopis. Thelcticopis salomonum được Embrik Strand miêu tả năm 1913.